# إيرين فرانسيس تايلور
إيرين فرانسيس تايلور (بالإنجليزية: Irene Frances Taylor)‏ (من مواليد 17 ديسمبر 1890 - تُوفيت 26 ديسمبر 1933) وهي صحفية وناشطة أسترالية. كانت مؤسِّسة «عالم المرأة»، وهي مجلة شهرية للمرأة غطت عددًا كبيرًا من القضايا التي توفر تحديثات حول قضايا المرأة في العالم، وتتعلق برعاية الأطفال، والتدبير المنزلي، وأنماط الموضة ، والألعاب البدنية، وأشكال الموسيقى، وأنشطة الخدمة الاجتماعية، والمقابلات مع الطلاب. ازدهرت هذه المجلة حتى بعد وفاتها حتى عام 1957. كانت ايرين عضوة في نادي ليسيوم في ملبورن.

## حياتها
ولدت تايلور في ضاحية سانت كيلدا في ملبورن في 17 ديسمبر 1890. كان والداها القس إدوارد تايلور الذي كان وزيرا للكنيسة. في السنوات الأولى نشأت في نيوزيلندا حيث انتقل والداها. ومع ذلك، عادت إلى ملبورن لمتابعة تعليمها العالي في كلية المشيخية للسيدات. كانت مغامرة في شبابها. في عام 1916 ، ركبت الخيل في رحلة استغرقت اثني عشر يومًا من ميلدورا إلى ملبورن وسجلت يوميات من اكتشافاتها. وفي وقت لاحق من حياتها، تابعت اهتمامها بحياة الأدغال الأسترالية من خلال امتلاك منتجع في كانجارو جراوند، فيكتوريا.
بدأت تايلور حياتها المهنية في مجال الصحافة كسكرتيرة لمحرر Sunraysia في ميلدورا. وواصلت رغبتها في العمل ككاتبة محترفة من خلال تحرير مجلة رابطة فواكه فيكتوريا. في العشرينات من القرن العشرين، قامت بتحرير مجلة Gum Tree ، وهي مجلة تنشرها جامعة Forest of Australia. في عام 1921 ، أنشأت عالم المرأة الأسترالية وهي مجلة شهرية. لجعل هذه المجلة ذات اكتفاء ذاتي، سعت للحصول على إعلانات عن طريق الاقتراب من العملاء شخصياً، وتم نشر العدد الأول من المجلة في 1 ديسمبر 1921 ؛ كانت مجلة من 40 صفحة مع الرسوم التوضيحية والمقالات المتعلقة بالقضايا الحديثة المتعلقة بالمرأة. لتحسين محتوى المجلة، تفاعلت مع العديد من المنظمات النسوية في ملبورن. قامت ايرين بتعزيز ثقافة المستهلك لتمويل أنشطتها النسوية. استمرت في نشر المجلة، وتحسين محتوى المقالات وشكل العرض التقديمي. لهذا الغرض سافرت إلى بابوا. ونتيجة لجهودها المتضافرة لتحسينها، كان لدى المجلة 12000 مشترك حتى عام 1926. قامت ميدج (كما كانت معروفة في الأوساط الصحفية) بتوجيه نساء من الطبقة الوسطى حول جوانب ثقافة المستهلك في فترة ما بعد الحرب العالمية الأولى.
في عام 1926 ، حصلت على إجازة لمدة ستة أشهر من روتينها في أستراليا. وزارت لندن وباريس حيث حضرت، كمندوبة للنساء، مؤتمرات مثل مؤتمر المرأة العالمية في لندن، وجمعية النساء في فيكتوريا من أجل المساواة في المواطنة، والمؤتمر الذي عُقد في سوربون بباريس في التحالف الدولي للمرأة. أثناء وجودها في لندن، تفاعلت أيضا وأقامت تحالفات مع محرري مجلة تايم وتيد الذين كانوا يقدرون جهودها في نشر مجلة في أستراليا بشكل كامل بمفردها.
وخلال مسيرتها المهنية، شاركت في تقديم «محادثات الشاي الصباحية» على محطة إذاعة أستراليا 3UZ حول موضوعات تخص النساء. خلال فترة الكساد الكبير ، نشرت في مجلتها حول تقديم المشورة للنساء عن أزمة الاقتصاد.
توفيت تايلور بسبب السرطان في 26 ديسمبر 1933 في ملبورن. دفنت في مقبرة كانغارو الأرضية.

## فهرس
- Dickenson، Jackie (2015). Australian Women in Advertising in the Twentieth Century. Palgrave Macmillan. ISBN:978-1-137-51434-9. مؤرشف من الأصل في 2020-01-26.